# Antena de Oro 1968
L'Edició dels Premis Antena de Oro, concedits per la Federació d'Associacions de Professionals de Ràdio i Televisió el 4 de juliol de 1969 però corresponents al 1969, va guardonar:

## Ràdio
Nacional
- Guillermo (guions originals), de la SER
- Diego Bailos (adaptacions), de RNE
- Augusto González Bescada (redactor), de RNE
- Rafael Chico (crític i comentarista), de RNE
- Joaquín Peláez (realització), de la SER
- Agustín Embuena (locutor) de RNE de Sevilla
- Carmen Pérez de Lama (locutora), de la SER
- María del Carmen Martínez (muntador musical), de la Cadena Azul de Radiodifusión
- Tomás Fernández (control de so), de la Red de Emisoras del Movimiento
- Francisco Mestre (tècnic), de RNE
- María Romeo (actriu), de la SER
- Teófilo Martínez (actor), de la SER.
- J. R. Echevarría (RNE)
- Luis Martín Sánchez (CAR)
- Mario Romero (RNE).

local
- Alberto Albericio (guions originals), de Radio Juventud de Zaragoza
- Antonio Navarro (adaptacions), de La Voz del Guadalquivir
- Juan Armengol (redactor), de Radio Barcelona
- Pedro Núñez (realització), de Radio Popular de Badajoz
- Juan Bautista Roch (locutor), de Radio Murcia
- Enriqueta R. Cordena (locutora), de la SER
- Raimundo Pérez Garda (muntador musical) de La Voz de Valladolid
- Brandon Paseiro i Juan José Suansuaceros (control de so), de Radio España de Madrid
- Trinitario Mayans (técnico), de Ràdio València
- Mariló L. Naval (actriu), de Radio Nacional de España de Sevilla
- Ignacio Solà (actor), de Radio Barcelona.
- José Manuel Medio (RNE)
- Miguel Arranz (Radio Badajoz)
- Antonio Carmena (RNE de Màlaga).
- Radio ECCA de Las Palmas

FM
- Ángel Abad (locutor) de Radio Juventud de Eibar
- María de los Ángeles Moreno (locutora), de Radio Juventud de Madrid
- Hilario López (realització musical), de Radio Juventud de Madrid
- Milagros Oquine Puente (control de so)
- María del Carmen García
- José Mohedano

## Televisió
- Luis Miravitlles Torras (guions)
- José María Rincón (adaptacions)
- Enrique de las Casas (redactor)
- Félix Rodríguez de la Fuente
- Jesús Hermida.
- Alberto González Vergel
- Laura Valenzuela
- José María Galán (TVE Canàries)
- José Silvati (tècnic)
- Luisa Sala Armayor (actriu)
- Manuel Dicenta (actor)
- Alfredo Amestoy
- Jesús López
- J. Gavilán
- Juan León
- Raúl Torres
- Antonio Pajuelo, redactor de Tiempo nuevo (TVE).
- Alfredo Timerman
- Victoriano Fernández Asís